# A New Day... Live in Las Vegas
A New Day... Live in Las Vegas è il primo album live in lingua inglese della cantante canadese Céline Dion, pubblicato il 15 giugno 2004. È l'undicesimo album in inglese e il trentaduesimo album in totale dell'artista.

## Contenuti
A New Day... Live in Las Vegas presenta tredici brani dal vivo dello spettacolo di Las Vegas della Dion, A New Day... e due tracce in studio inedite: You and I e Ain't Gonna Look the Other Way. È stato anche pubblicato con un DVD bonus contenente un documentario di 45 minuti, chiamato One Year... One Heart.
A New Day... Live in Las Vegas include cinque canzoni dal vivo che non sono presenti negli album precedenti della Dion: Fever, I've Got the World on a String, I Wish, If I Could e What a Wonderful World. Le versioni in studio delle ultime due canzoni sono state incluse nel successivo album della Dion, Miracle.
If I Could fu originariamente registrato da Nancy Wilson per il suo album Nancy Now! del 1988. Nel 1993 Ray Charles ne fece una cover per l'album My World, mentre Regina Belle ne fece una versione tutta sua per il suo album Passion. Barbra Streisand incluse la canzone nel suo album Higher Ground nel 1997.
L'edizione francese di A New Day... Live in Las Vegas contiene anche Contre nature come bonus track.
La pubblicazione del DVD Live in Las Vegas - A New Day... fu originariamente programmata per l'autunno 2004 ma infine fu posticipata a causa di cambiamenti e miglioramenti apportati allo spettacolo rispetto alle prime riprese. A New Day...  fu registrato nuovamente in alta definizione durante la settimana tra il 17 e il 21 gennaio 2007 e pubblicato popi il 7 dicembre 2007. Il doppio DVD contiene più di 5 ore di filmati mai visti prima, tra cui il concerto e tre documentari esclusivi. Le esibizioni dal vivo di Nature Boy, At Last, Fever, Et je t'aime encore e What a Wonderful World furono resi disponibili solo sul CD di A New Day... Live in Las Vegas, in quanto sono stati rimossi dallo spettacolo al momento della ripresa del DVD.

## Recensioni da parte della critica
L'album ha incontrato recensioni positive. AllMusic dichiarò che "questo documento dal vivo dello show di Las Vegas porta a casa il punto che Céline è uno dei più potenti intrattenitori della musica contemporanea per adulti". Secondo AllMusic la Dion è "altrettanto adeguata nei numeri ad alta velocità pieni zeppi delle sue solite acrobazie vocali mentre è in momenti tranquilli e contemplativi: è un souvenir ideale per coloro che hanno sperimentato la magia con le proprie orecchie e gli occhi. anche se non è il documento più definitivo della carriera della Dion, è certamente un toccante testamento per i suoi risultati come il livello a cui la maggior parte dei vocalist aspirano."

## Successo commerciale
A New Day... Live in Las Vegas  ha venduto 530 000 copie negli Stati Uniti ed è stato certificato disco d'oro dalla RIAA. L'album fu certificato anche disco d'argento nel Regno Unito. Il disco raggiunse la top ten in molti paesi, tra cui la numero uno in Grecia, la numero due in Canada, la numero quattro in Belgio Vallonia, la numero sette nelle Fiandre, la numero nove in Francia e la numero dieci negli Stati Uniti.

## Riconoscimenti
Nel 2005, A New Day... Live in Las Vegas è stato candidato ai Félix Award nella categoria Album Anglofono dell'Anno.

## Tracce

### A New Day... Live in Las Vegas
1. Nature Boy (Live) – 4:13 (Eden Ahbez)
2. It's All Coming Back to Me Now (Live) – 3:37 (Jim Steinman)
3. Because You Loved Me (Live) – 2:28 (Diane Warren)
4. I'm Alive (Live) – 4:15 (Kristian Lundin, Andreas Carlsson)
5. If I Could (Live) – 5:15 (Ken Hirsch, Marti Sharron, Ron Miller)
6. At Last (Live) – 3:30 (Mack Gordon, Harry Warren)
7. Fever (Live) – 2:53 (Otis Blackwell, Eddie Cooley)
8. I've Got the World on a String (Live) – 2:23 (Ted Koehler, Harold Arlen)
9. Et je t'aime encore (Live) – 4:42 (Jean-Jacques Goldman, J. Kapler)
10. I Wish (Live) – 4:13 (Stevie Wonder)
11. I Drove All Night (Live) – 4:48 (Billy Steinberg, Tom Kelly)
12. My Heart Will Go On (Live) – 5:24 (James Horner, Will Jennings)
13. What a Wonderful World (Live) – 4:45 (George David, Weiss Bob Thiele)
14. You and I (Inedito) – 4:05 (Aldo Nova, Jacques Duval)
15. Ain't Gonna Look the Other Way (Inedito) – 4:25 (Tracy Ackerman, Anders Bagge, Åström)

### A New Day... Live in Las Vegas(French Edition bonus track)
1. Contre nature – 4:09 (Jacques Veneruso)

### A New Day... Live in Las Vegas(Limited Edition bonus DVD)
L'edizione limitata dell'album live contiene un DVD bonus che mostra un documentario di 45 minuti.
1. One Year... One Heart – 45:00